# 대한민국 국가과학기술자문회의
국가과학기술자문회의(國家科學技術諮問會議, Presidential Advisory Council on Science ＆ Technology)는 대한민국 헌법 제127조에 의거 1991년 3월 8일 제정된 국가과학기술자문회의법에 따라 1991년 5월 31일 설립된 대통령 직속 자문기관이다.

## 9차 헌법 개정 이후 설치까지의 과학기술자문 역사
1987년 10월 29일 제9차 전문 개정에 따라 대통령은 과학 기술 관련 자문회의를 구성할 권한을 가지게 되었다. 이에 노태우 정부는 1989년 6월 5일부터 1990년 12월 31일까지 한시적으로 과학기술자문회의가 운영하였으나 제 기능을 발휘하지 못하였다. 그 이전에 행정개혁위원회는 1989년 8월에 상설 자문기구 설치를 대통령에게 건의하고 추후 받아들인 대통령의 지시에 따라 국가과학기술자문회의법이 제정됨으로써 1991년 5월 31일 국가과학기술자문회의가 발족되었다. 2008년 국가교육과학기술자문회의로 확대 개편되었다. 그러다가 2013년 3월 23일 국가과학기술자문회의로 개편되었다. 그리고 2018년 4월 17일 국가과학기술심의회의는 통합 국가과학기술자문회의로 개편되었다.

## 조직
국가교육과학기술자문회의의 위원은 대통령인 의장과 장관급인 부의장 1인을 포함한 각계 민간 전문가 및 당연직 위원(과학기술부 차관) 등 11인의 자문위원으로 구성된다. 그리고 각 위원들은 전문 지식에 따라 각각 소위원회인 과학기술발전전략회의, 기초과학회의, 공공기술회의, 산업기술회의, 산업기술확충회의의 위원으로 위촉된다.
사무처는 국정과제1국, 국정과제2국, 정책조사실 및 행정실을 두고 필요에 따라 사무차장(정책연구위원)을 두어 자문회의의 사무를 담당한다.

## 연혁
- 1987년 10월 29일 - 제9차 헌법 개정에 따라 국가기술자문회의 설치근거 마련[2]
- 1989년 6월 5일 ~ 1990년 12월 31일 - 한시적으로 과학기술자문회의 설치 및 운영
- 1991년 3월 8일 - 국가과학기술자문회의 설치를 골자로하는 국가과학기술자문회의법 제정[3]
- 1991년 5월 28일 - 대통령 자문 국가과학기술자문회의 출범
- 2008년 10월 29일 - 교육 및 인재 정책과 과학기술정책에 대한 자문기구인 국가교육과학기술자문회의로 확대 개편
- 2013년 3월 23일 - 국가과학기술자문회의로 개편
- 2018년 4월 17일 - 종래 심의 기능은 국가과학기술심의회의 소관 사항이었으나, 해당 심의회가 국가과학기술자문회의 내의 심의회의로 통합되어 개편